# Государственная академическая хоровая капелла России имени А. А. Юрлова
Государственная академическая хоровая капелла России имени А. А. Юрлова (часто сокращённо: Капелла Юрлова) — российский хор, один из старейших художественных коллективов Москвы.

## Исторический очерк
В сезоне 2018/2019 Капелла отметила 100-летие своей официальной истории. Однако предыстория коллектива восходит к 1900 году, когда регент Иван Юхов организовал в подмосковном городе Щелково семейный хоровой ансамбль. На рубеже XIX–XX веков в Москве активно открывались новые творческие объединения: Московский художественный театр, Народный хор Пятницкого. Любительский хор Юхова задолго до революционных событий 1917 года приобрел широкую известность, исполняя духовную музыку, народные песни, хоровые, вокально-симфонические произведения русских и западноевропейских композиторов.
После революции хор был национализирован советской властью, в январе 1919 года получил статус Первого государственного хора. Его популярность продолжает расти: коллектив не только ведет активную концертную деятельность, но и принимает участие в культурных проектах молодого советского государства, в том числе, в озвучивании знаменитых кинолент «Веселые ребята», «Цирк», «Мы из Кронштадта», «Волга-Волга».
Поворотным в судьбе хора стал 1942 год. На базе Государственного хора имени М.И. Глинки была создана Республиканская русская хоровая капелла. С этим названием связан значительный этап в истории коллектива.
После смерти И.И. Юхова коллектив долго не мог обрести постоянного руководителя. В период с 1943 по 1958 год его поочередно возглавляли Александр Степанов (1899 – 1963) — воспитанник Синодального училища, Константин Лебедев (1909 – 1985) и Александр Преображенский (1890 – 1963).
Судьбоносным событием в истории коллектива стало назначение в 1958 году на должность его руководителя Александра Юрлова  (1927–1973). В 1960-х годах под началом выдающегося дирижера Капелла выдвигается в ряды лучших музыкальных коллективов страны. Хор многие годы сотрудничает с прославленными русскими композиторами Г. В. Свиридовым и Д. Д. Шостаковичем, становится первым исполнителем сочинений В. Рубина, Р. Щедрина. Александру Юрлову принадлежит заслуга возрождения традиции концертного исполнения русской духовной музыки, которая в советские годы находилась под запретом.
Преемниками Александра Юрлова стали талантливые музыканты, дирижеры-хормейстеры – Юрий Ухов, Станислав Гусев, много сделавшие для преумножения славы хорового коллектива.
С 2004 года Капеллу возглавляет Геннадий Дмитряк – народный артист России, профессор, один из ведущих российских хоровых и оперно-симфонических дирижеров. Музыкант большой творческой энергии, глубоко и искренне преданный делу развития русского вокально-хорового искусства, Геннадий Дмитряк сегодня решает сложнейшие исполнительские задачи, представляя с Капеллой новейшие сочинения вокально-симфонической и хоровой музыки, выступает инициатором уникальных творческих проектов. Под его началом Капелла стала организатором музыкальных фестивалей «Кремли и храмы России», «Любовь святая», возрождающих традиции масштабных просветительских вокально-хоровых концертов.
География гастрольных поездок Капеллы сегодня охватывает всю территорию России от Магадана до Калининграда – города Золотого кольца, Поволжья, Урала, Сибири. Огромный успех имели недавние концерты коллектива под руководством Геннадия Дмитряка во Франции, Испании, Греции, Англии, Беларуси, Армении, Польше, Северной Корее, в странах Прибалтики. Коллектив – постоянный участник Московского Пасхального фестиваля, Фестиваля РНО, Международного фестиваля Мстислава Ростроповича, Международного фестиваля «Хоровые ассамблеи», международных фестивалей в Испании, Греции, Польше, Литве и др.
Весной 2014 года Капелла принимала активное участие в подготовке и проведении XXII зимних Олимпийских игр и XI зимних Паралимпийских игр в Сочи.
Без участия Капеллы сегодня не обходится практически ни одно значимое событие в музыкальной жизни Москвы. Среди симфонических дирижеров, работающих с Капеллой – Ю. Башмет, В. Гергиев, В. Федосеев, Д. Юровский, В. Юровский, М. Плетнев, П. Коган, Т. Курентзис, С. Скрипка, А. Сладковский. Коллектив свободно чувствует себя, исполняя хоровые миниатюры и развернутые оперные сцены, народные песни (в классических и современных обработках) и сочинения духовной музыки. Коллектив известен как один из лучших интерпретаторов произведений Д. Бортнянского, М. Березовского, А. Кастальского, А. Гречанинова, П. Чеснокова, С. Рахманинова, Г. Свиридова. Репертуар хора включает практически все произведения кантатно-ораториального жанра русской и западноевропейской музыки – от Высокой мессы И.С. Баха до сочинений Б. Бриттена, Л. Бернстайна, Д. Шостаковича, А. Шнитке, Г.  Канчели, Дж. Тавенера.
В юбилейном сезоне 2018/2019 Капелла провела музыкальный фестиваль, в рамках которого состоялись масштабные гала-концерты в Москве, гастрольные выступления в Севастополе, Кургане, Челябинске, Тюмени, Сургуте, Ханты-Мансийске, во Франции.
В 2021 году коллектив выступил организатором фестиваля «Славься ты, Русь моя!», посвященного 800-летию Александра Невского. Концерты фестиваля прошли в городах, исторически связанных с именем великого князя, – в Москве, Санкт-Петербурге, Ярославле, Переславле-Залесском, Великом Новгороде, Усть-Ижоре.
В 2022 году прошел совместный фестиваль Капеллы и Госхора, в котором прозвучали масштабные произведения западноевропейский композиторов для хора и органа, а также сочинения для двух хоров Д. Бортнянского, С.Танеева, Ф. Пуленка.
31 мая 2019 года коллектив Капеллы был удостоен Благодарности Президента Российской Федерации «За заслуги в развитии отечественной культуры и искусства, многолетнюю плодотворную деятельность».
Уникальным авторским проектом Капеллы стала приуроченная к 100-летию со дня рождения Георгия Свиридова студийная запись Антологии хоровых сочинений композитора. На студии звукозаписи киноконцерта «Мосфильм» были записаны программы 6 CD-дисков, объединившие сочинения Георгия Свиридова для хора a cappella. В 2019 году Антология стала победителем в номинации «Хоровые произведения» Международной премии в сфере звукозаписи академической музыки «Чистый звук».
Став практически универсальным инструментом для исполнения сочинений самых разных стилей и композиторских школ, Капелла сегодня восхищает отечественных и зарубежных слушателей тонкой звукописью, многотембровой красочностью, чарующей силой звучания в сочетании с виртуозным мастерством.

## Награды
- Орден Трудового Красного Знамени (1969)[1].
- Благодарность Президента Российской Федерации (31 мая 2019 года) — за заслуги в развитии отечественной культуры и искусства, многолетнюю плодотворную деятельность[2]
- Почётная грамота Президиума Верховного Совета РСФСР (1968)[3].
- Благодарность Министра культуры Российской Федерации (3 марта 2004 года) — за большой вклад в развитие отечественного хорового искусства[4].